# Ingrid Kinne Lindgren
Ingrid Kinne Lindgren, född Sjöberg 1945, är en svensk journalist och författare. 
Lindgren gick på journalisthögskolan i Stockholm 1968–1969 och har avlagt filosofie kandidatexamen i samhällsvetenskap vid Stockholms universitet 1970.
Åren 1970–1981 och 1988–1996 var hon anställd vid Svenska Dagbladet i olika befattningar. Bland annat fick hon tjänsten som redaktionssekreterare vid starten av idag-sidan 1974 med Marianne Fredriksson som chef. Under åren 1981–1988 var hon anställd vid Sveriges Radio, först som redaktionssekreterare och producent vid Ekoredaktionen, därefter som producent vid Samhällsredaktionen för programmet Kanalen (numera Studio ett). Samma år som hon slutade tilldelades programmet Publicistklubbens stora pris. 1996 började hon som redaktionschef vid Upsala Nya Tidning. Hon avgick med avtalspension 2006 och fick sedan en tjänst som chefredaktör för Sveriges Pensionärsförbunds (SPF:s) medlemstidning Veteranen (numera Senioren). Där slutade hon i oktober 2010, samma månad som tidningen fick ta emot Sveriges Tidskrifters pris som Årets tidskrift i kategorin Populärpress över 50 000 ex. Som pensionär drev hon under tio år nättidningen för 60-plussare Nyfiken Grå. Tillsammans med sin syster Susanna Rosén skrev hon biografin Två systrar om sin morfar Gustav Rosén (Beijbom books 2016). Hon var medförfattare till Barbro Westerholms memoarer Om att aldrig ge upp (Bazar förlag 2021) och Bort med ålderismen – så får vi ett Sverige för alla åldrar (SPF Seniorerna 2023).

## Familj
Ingrid Kinne Lindgren är dotter till övertandläkaren Curt Sjöberg och journalisten Britt Rosén, dotterdotter till landshövdingen Gustav Rosén samt syster till journalisten Susanna Rosén; chefredaktören Robert Rosén är hennes kusin.